# Koptiska

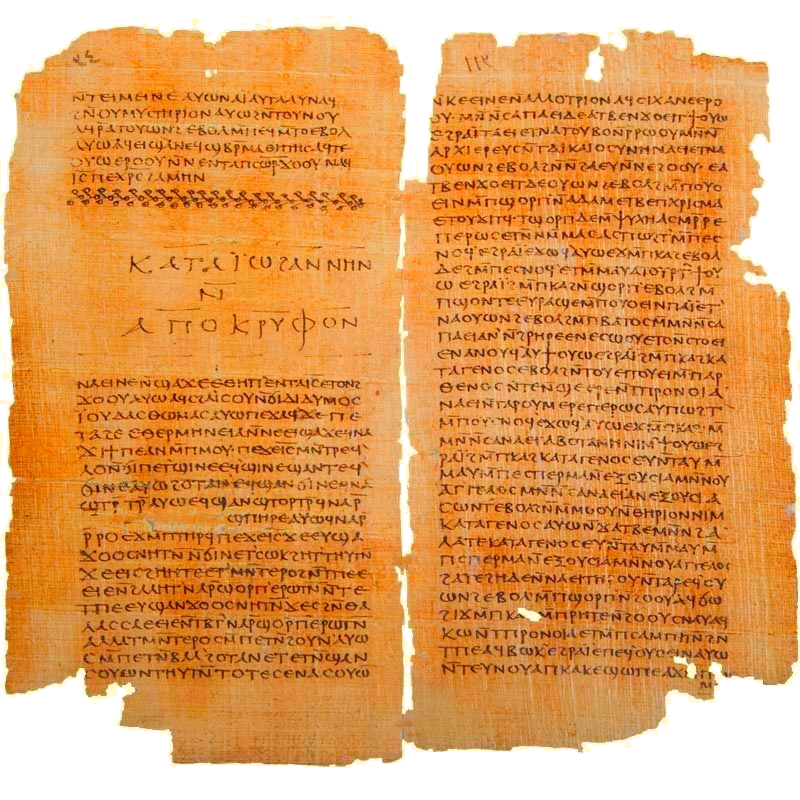
Tomasevangeliet på koptiska upphittat i Nag Hammadi

Koptiska (ⲙⲛⲧⲣⲙⲛⲕⲏⲙⲉ) är ett senegyptiskt språk som tillhör de afroasiatiska språken liksom dess föregångare fornegyptiskan. Koptiskan förlorade i betydelse under 600-talet när Egypten kom under arabiskt styre och dog troligen ut som talat språk på 1600-talet. Arabiskan tog över som kopternas modersmål. Koptiskan har levt kvar som liturgiskt språk i den Koptiska kyrkan fast arabiska har blivit populärare. Grupper i Egypten försöker återuppliva koptiskan som talspråk.
År 1945 hittades en samling tidiga gnostiska handskrifter skrivna på koptiska i närheten av Nag Hammadi - Nag Hammadi biblioteket – där det fullständiga Tomasevangeliet är den mest kända skriften. Språket spelade också en stor roll i arbetet med att tolka de egyptiska hieroglyferna. 

## Dialekter
Några koptiska dialekter:
- Akhmimiska
- Bohairiska talades i deltat i norra Egypten och är den dialekt som främst bevarats i koptisk liturgi.[7]
- Fajjumiska
- Sahidiska är en dialekt som använts i många av de kända koptiska handskrifterna.
- Subakhmimiska

## Fonologi

### Konsonanter
|             | Labial     | Alveolar | Palatal     | Velar         | Velar | Faryngal | Glottal |
| ----------- | ---------- | -------- | ----------- | ------------- | ----- | -------- | ------- |
| norm.       | Labial     | Alveolar | Palatal     | palataliserad |       | Faryngal | Glottal |
| Nasal       | m          | n        |             | ŋ             |       |          |         |
| Klusil      | p ~ pʰ     | t ~ tʰ   |             | k ~ kʰ        | kʲ    |          | ʔ       |
| Affrikat    | ps         |          | ʧ ~ ʧʰ \| ʤ | ks            |       |          |         |
| Frikativ    | f \| v ~ β | s \| z   | ʃ           | x             | xʲ    | ħ \| ʕ   | h       |
| Approximant |            | l        | j           | w             |       |          |         |
| Tremulant   |            | r        |             |               |       |          |         |

Källa:

### Vokaler
|           | Främre | Bakre |
| --------- | ------ | ----- |
| Sluten    | i      | u     |
| Halvöppen | e      | o     |
| Öppen     | a      |       |

Källa:

## Skriftspråk
Koptiska skrevs med det grekiska alfabetet plus sju tecken från den demotiska skriften (en handstilsartad form av den fornegyptiska skriften). De demotiska tecknen behövdes för att representera ljud som saknades i det grekiska alfabetet. En anledning till att det koptiska alfabetet kom till var att de som inte hade någon stor kunskap om det grekiska skrift- och talspråket (grekiska var det språk som talades i Egypten efter helleniseringen) behövde få kunskap om den kristna läran. Man kunde översatt kristna texter till egyptiska, men det gamla hieroglyfsystemet var alldeles för komplicerat för att användas som ett liturgiskt språk inom kristendomen (Egypten var ett av de första länderna som kristendomen spred sig till).